# Kőszeg Ferenc
Kőszeg Ferenc (Budapest, 1939. április 26. –) magyar szerkesztő, tanár, politikus. 1957-ben röpcédula-terjesztés miatt letartóztatták, két hónapig volt vizsgálati fogságban. 1970-ben csatlakozott a szerveződő  demokratikus ellenzékhez, részt vett a szamizdatok szerkesztésében, terjesztésében. 1988-ban a Szabad Kezdeményezések Hálózata, majd a Szabad Demokraták Szövetsége alapítója volt, 1990 és 1998 között országgyűlési képviselő. 1989-ban  a Magyar Helsinki Bizottság egyik  megalapítója, majd első elnöke.

## Életpályája
Zsidó családban dr. Kőszeg Ferenc (1901–1943) és dr. Eidus Lívia (1910–1996) fogorvosok gyermekeként született.
Anyai nagyszülei Oroszországban, a mai Lettország területén születtek, 1906-ban emigráltak, majd 1909-ben Szegeden telepedtek le. Anyai nagyapja, Eidus Bentian fogtechnikus volt, majd az előírt vizsga letétele után, 1911-től fogorvosi munkát végzett. Jó kapcsolatban volt szegedi, vagy Szegeden tanuló írókkal, művészekkel, így Juhász Gyulával, Móra Ferenccel, később József Attilával, Radnóti Miklóssal, Károlyi Lajos festőművésszel, illetve a szociáldemokrata párt több vezetőjével, így Kéthly Annával. Néhány nappal a német megszállás után őrizetbe vették, internálták, majd deportálták, Auschwitzban halt meg. Apja az orosz fronton, munkaszolgálatosként tűnt el. 
1957-ben érettségizett az ELTE Apáczai Csere János Gyakorlógimnáziumban. Ugyanebben az évben két hónapot ellenzéki tevékenység (röpcédulakészítés és -terjesztés) miatt vizsgálati fogságban töltött. Az Eötvös Loránd Tudományegyetem Bölcsészettudományi Kara latin–magyar szakára járt, ahol 1962-ben szerzett tanári diplomát. Diplomájának megszerzése után a Szépirodalmi Könyvkiadó (1963), majd 1975-ben az Európa Könyvkiadó szerkesztője lett. 
A 70-es években került kapcsolatba a szerveződő  ún. demokratikus ellenzék képviselőivel, 1979-ben aláírta a Charta ’77 tagjaival szolidaritást vállaló nyilatkozatot, ami miatt elbocsátották állásából. Ezután könyvesbolti eladóként dolgozott. 1981-ben a demokratikus ellenzék szamizdat lapja, a Beszélő munkatársa lett, elsősorban jogvédelemmel kapcsolatos cikkeket írt. Szamizdat munkája mellett német nyelvet oktatott.
1986-ban kezdeményezése nyomán magyar, csehszlovákiai, lengyel és kelet-németországi ellenzékiek az 1956-os magyar forradalmat közös hagyományuknak ismerték el. Részt vett a Solt Ottilia által vezetett Szegényeket Támogató Alap (SZETA) munkájában. 1988-ban a Független Jogvédő Szolgálat és a Szabad Kezdeményezések Hálózatának egyik alapítója és kezdeményezője volt, majd a Hálózatból alakult Szabad Demokraták Szövetsége alapító országos tanácsának és a párt ügyvivői testületének tagja lett.

### Rendszerváltás utáni pályafutása
1990-ben a Beszélő főszerkesztője lett (1994-ig viselte a posztot). Az 1990-es országgyűlési választáson pártja Fejér megyei területi listájáról szerzett mandátumot. Az SZDSZ-frakció rendőrségi szóvivője, a Nemzetbiztonsági Bizottság tagja lett. 1991-ben az SZDSZ országos tanácsának elnökségi tagja lett és távozott az ügyvivői testületből.
A Magyar Helsinki Bizottság jogvédő szervezet egyik alapítója, 1994-től ügyvezető igazgatója volt. 1994-ben újra mandátumot szerzett az országgyűlési választáson, immár az SZDSZ országos listájáról. 1996 és 1998 között a Nemzetbiztonsági Bizottság alelnöke volt. 1998-ban nem indult a választáson, de 2006-ig szerepelt a párt országos listájának végén. 1999-től a Magyar Helsinki Bizottság elnöke. Az SZDSZ országos tanácsi tagságáról ekkor lemondott. A jogvédő szervezettől 2007-ben vonult nyugdíjba. Politikai tevékenységének legfőbb elemei az emberi jogok, illetve a kommunista időszak iratainak nyilvánossága volt.
2002-ben kapta meg a Magyar Köztársasági Érdemrend tisztikeresztjét „a magyar demokrácia és a sajtószabadság megteremtése, valamint az emberi jogok tiszteletben tartása érdekében végzett több évtizedes tevékenysége elismeréseként”.[forrás?]

## Megjelent kötetei

### Írásai
- Lehetőségek kényszere. Publicisztikai írások, cikkek; Új Mandátum, Budapest, 2000
- K. történetei. Magvető, Budapest, 2009
- Múltunk vége. Kalligram, Pozsony, 2011

### Honlapja
- koszegferenc.hu (Könyvben meg nem jelent írások, 1995-2020)

### Szerkesztések
- Feketében. Irodalmi és grafikai gyűjtemény a magyarországi szegények támogatására; sajtó alá rend., vál. Kőszeg Ferenc, Lengyel Gabriella; Szegényeket Támogató Alap, Budapest, 1982
- Osvát Ernő a kortársak között; vál., összeáll., sajtó alá rend. Kőszeg Ferenc, Márványi Judit, előszó Márványi Judit, jegyz. Benedek Mihály; Gondolat, Budapest, 1985
- Táborlakók. Délszláv menedékesek a debreceni és a nagyatádi menekülttáborban. 1995. július–1996. május; szerk. Kőszeg Ferenc, Zádori Zsolt; Magyar Helsinki Bizottság, Budapest, 1996
- Menedékjog a magyar gyakorlatban. Kézikönyv a menekültügyi eljárás résztvevői számára; szerk. Kőszeg Ferenc; Magyar Helsinki Bizottság Debreceni Irodája, Debrecen, 2001
- Kettős mérce. Börtönviszonyok Magyarországon; szerk. Kádár András Kristóf, Kőszeg Ferenc; utószó Bökönyi István; Magyar Helsinki Bizottság, Budapest, 2002 (angolul is)
- Human rights in the democracy movement twenty years ago – human rights today. A conference in Budapest 21-22 November 2005 held on the anniversary of the Alternative Cultural Forum in Budapest, 15-17 October 1985; szerk. David Robert Evans, Kőszeg Ferenc; Hungarian Helsinki Committee, Budapest, 2006
- Másfél év mérlegen. A Független Rendészeti Panasztestület gyakorlatának elemzése; szerk. Kőszeg Ferenc; Magyar Helsinki Bizottság, Budapest, 2009
- Emberi jogi garanciák és a nemzetközi migráció. Jegyzet a rendészeti oktatás számára; szerk. Kőszeg Ferenc; Magyar Helsinki Bizottság, Budapest, 2012

## Díjai
- A Magyar Köztársasági Érdemrend tisztikeresztje (2002)
- Pro Asyl emberi jogi díja (2006)[3]
- Justitia Regnorum Fundamentum díj (2008)
- Kassel, „Értelem prizmája” (Das Glas der Vernunft) (2014)[4]

## Származása
|                                | Szülei                                                             | Nagyszülei                                                                                  | Dédszülei     |
| ------------------------------ | ------------------------------------------------------------------ | ------------------------------------------------------------------------------------------- | ------------- |
| Kőszeg Ferenc (Budapest, 1939) | Kőszeg Ferenc (Budapest, 1901. január 2. – 1943) fogorvos          | Kőszeg Miksa (Szombathely, 1869. szeptember 20. – Budapest, 1954. november 18.) orvos       | Kohn Lipót    |
| Kőszeg Ferenc (Budapest, 1939) | Kőszeg Ferenc (Budapest, 1901. január 2. – 1943) fogorvos          | Kőszeg Miksa (Szombathely, 1869. szeptember 20. – Budapest, 1954. november 18.) orvos       | Steiner Lotty |
| Kőszeg Ferenc (Budapest, 1939) | Kőszeg Ferenc (Budapest, 1901. január 2. – 1943) fogorvos          | Pollak Herta (Bielitz, 1880. október 21. – Budapest, 1944. szeptember 13.)                  | Pollak Adolf  |
| Kőszeg Ferenc (Budapest, 1939) | Kőszeg Ferenc (Budapest, 1901. január 2. – 1943) fogorvos          | Pollak Herta (Bielitz, 1880. október 21. – Budapest, 1944. szeptember 13.)                  | Wachtel Fáni  |
| Kőszeg Ferenc (Budapest, 1939) | Eidus Lívia (Szeged, 1910. május 13. – Frankfurt/M, 1996) fogorvos | Eidus Bentian (Daugavpils, 1880 – Auschwitz, 1945) fogtechnikus, 1911-től vizsgázott fogász | Eidus Berkó   |
| Kőszeg Ferenc (Budapest, 1939) | Eidus Lívia (Szeged, 1910. május 13. – Frankfurt/M, 1996) fogorvos | Eidus Bentian (Daugavpils, 1880 – Auschwitz, 1945) fogtechnikus, 1911-től vizsgázott fogász | Bürger Liusi  |
| Kőszeg Ferenc (Budapest, 1939) | Eidus Lívia (Szeged, 1910. május 13. – Frankfurt/M, 1996) fogorvos | Seldin Chassia (Daugavpils, 1888 – Budapest, 1960)                                          | n.a           |
| Kőszeg Ferenc (Budapest, 1939) | Eidus Lívia (Szeged, 1910. május 13. – Frankfurt/M, 1996) fogorvos | Seldin Chassia (Daugavpils, 1888 – Budapest, 1960)                                          | n.a.          |